# Amt Neubukow-Salzhaff
Het Amt Neubukow-Salzhaff is een samenwerkingsverband van 7 gemeenten en ligt in het Landkreis Rostock in de Duitse deelstaat Mecklenburg-Voor-Pommeren. Het Amt telt 6.766 inwoners. Het bestuurscentrum bevindt zich in de stad Neubukow.

## Gemeenten
Het Amt bestaat uit de volgende gemeenten:
- Alt Bukow (480) met Ortsteilen Bantow, Questin en Teschow
- Am Salzhaff (544) met Ortsteilen Klein Strömkendorf, Pepelow, Rakow en Teßmannsdorf
- Bastorf (1.078) met Ortsteilen Hohen Niendorf, Kägsdorf, Mechelsdorf, Wendelstorf, Westhof en Zweedorf
- Biendorf (1.233) met Ortsteilen Büttelkow, Gersdorf, Jörnstorf-Hof, Jörnstorf-Dorf, Körchow, Lehnenhof, Parchow, Sandhagen, Uhlenbrook, Westenbrügge en Wischuer
- Carinerland (1.262) met Ortsteilen Alt Karin, Bolland, Danneborth, Kamin, Klein Mulsow, Krempin, Moitin, Neu Karin, Ravensberg en Zarfzow
- Kirch Mulsow ( x) met Ortsteilen Clausdorf, Garvensdorf en Steinhagen
- Rerik, Stad (2.169) met Ortsteilen Blengow, Gaarzer Hof, Garvsmühlen, Meschendorf, Roggow en Russow